# 哀愁のカサブランカ (アルバム)
『哀愁のカサブランカ』（あいしゅうのカサブランカ）は、日本の歌手・郷ひろみが1982年9月22日にCBS・ソニーから発売した18枚目のオリジナルアルバムである。

## 内容
前作『マイコレクション』から3ヶ月ぶり、オリジナルアルバムとしては『アスファルト・ヒーロー』から9ヶ月ぶりの作品。
前作までと一転し、バラード調やカバー曲を主体とした作品となっている。
オリコンチャート初登場2位を獲得。トップ10入りは『アイドルNO.1』以来10作ぶりとなった。

## 収録曲
1. 哀愁のカサブランカ
作詞・作曲：バーティ・ヒギンズ、ソニー・リンボー、ジョン・ヒーリー
日本語訳詞：山川啓介
編曲：若草恵
43rdシングルの表題曲。
2. 時にはきみが、時には僕が
作詞・作曲：フリオ・イグレシアス、セシリア
日本語訳詞：山上路夫
編曲：若草恵
44thシングルのカップリング曲。
フリオ・イグレシアスの「A Veces Tu, A Veces Yo」のカバー。
3. ロマンス
作詞・作曲：フリオ・イグレシアス、ラファエル・フェロ、セシリア
日本語訳詞：山川啓介
編曲：川口真
後に46thシングルの表題曲としてリカットされた。
4. 終着駅の女
作詞・作曲：ディーノ・ラモス、フリオ・イグレシアス
日本語訳詞：山川啓介
編曲：川口真
フリオ・イグレシアスの「NO VENGO NI VOY」のカバー。
5. GOODBYE DAY
作詞：来生えつこ
作曲：来生たかお
編曲：若草恵
来生たかおの同名曲のカバー。
6. STREET DOLL
作詞・作曲：スペンサー・プロッファー、デイブ・ランバート、エディー・マネー
日本語訳詞：竜真知子
編曲：若草恵
Eddie Moneyの「Take a Little Bit」のカバー。
7. さよならロンリーラブ
作詞・作曲：J.L.ウォーレス、ケネス・エドワード・ベル、テリー・スキナー
日本語訳詞：竜真知子
編曲：若草恵
Air Supplyの「Even the Nights Are Better」のカバー。
8. 若草の萌える頃
作詞：山川啓介
作曲：谷口雅洋
編曲：若草恵
9. LAZY MOON
作詞：竜真知子
作曲：谷口雅洋
編曲：若草恵
10. 長雨
作詞：来生えつこ
作曲：来生たかお
編曲：若草恵

## タイアップ
- サントリー『赤玉パンチ』CMソング (#1)